# Bolesław Podedworny

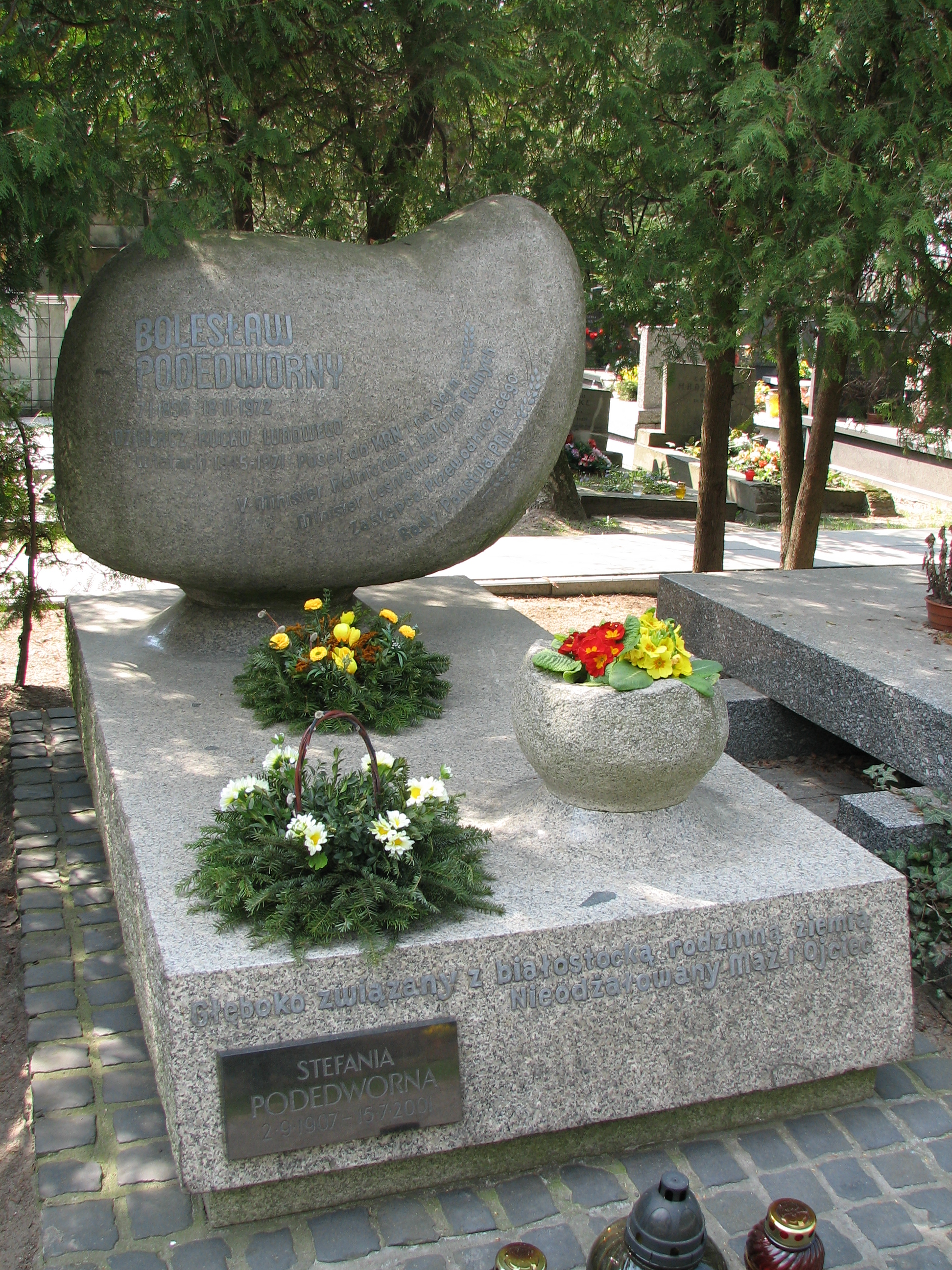
Grób Bolesława Podedwornego i jego żony Stefanii

Bolesław Podedworny (ur. 7 stycznia 1898 w Pęchratce, zm. 18 listopada 1972 w Warszawie) – polski rolnik i polityk. Poseł do Krajowej Rady Narodowej, na Sejm Ustawodawczy oraz Sejm PRL I, II, III, IV i V kadencji. W 1947 minister lasów, a następnie do 1954 minister leśnictwa. Członek Rady Państwa w latach 1956–1971, w tym od 1957 jako zastępca przewodniczącego. Budowniczy Polski Ludowej.

## Życiorys
Pochodził z rodziny chłopskiej. Był synem Józefa i Aleksandry z Morawskich. W 1908 wraz z rodziną przeniósł się do Warszawy. Rozpoczął edukację, która przerwana została w połowie 1915 w czwartej klasie carskiego gimnazjum, w związku z ofensywą niemiecką na Rosję. Wraz z rodziną wrócił do Pęchratki. W 1917 wstąpił jako ochotnik do Polskich Sił Zbrojnych. Tuż po uzyskaniu przez Polskę niepodległości służył w 1 Warszawskim Okręgowym Pułku Piechoty, w kompanii do ochrony Zamku Królewskiego w stopniu sierżanta. Stąd w 1919 odkomenderowany został jako instruktor szkoleniowy do formującej się Legii Akademickiej, z którą wziął udział w wojnie polsko-bolszewickiej. Wrócił ponownie do 1. Warszawskiego okręgowego pp. i wziął w 1921 udział w III powstaniu śląskim, kierowanym przez Wojciecha Korfantego. W 1922 przeniósł się z wojska do służb granicznych na południu kraju. Na kilka lat przed wojną wrócił do rodzinnej Pęchratki, włączył się w działalność Kasy Samopomocowej Stefczyka i spółdzielni mleczarskiej. W latach 1939–1941 w trakcie okupacji radzieckiej sołtys w Pęchratce, później w konspiracji. Od 1923 członek Polskiego Stronnictwa Ludowego „Wyzwolenie”, od 1931 Stronnictwa Ludowego, od 1949 Zjednoczonego Stronnictwa Ludowego. Należał do władz stronnictw ludowych – w latach 1944–1945 członek Tymczasowego Zarządu Głównego satelickiego wobec PPR Stronnictwa Ludowego, w latach 1945–1949 członek Rady Naczelnej i Naczelnego Komitetu Wykonawczego oraz wiceprezes NKW SL, od 1949 członek Naczelnego Komitetu ZSL, w latach 1949–1956 i (po półrocznej przerwie) 1956–1971 członek prezydium NK ZSL, a w latach 1957–1971 wiceprezes NK ZSL.
W latach 1944–1946 prezes Zarządu Wojewódzkiego SL w Białymstoku, jednocześnie zastępca pełnomocnika wojewódzkiego ds. reformy rolnej. W latach 1946–1947 podsekretarz stanu (wiceminister) w Ministerstwie Rolnictwa i Reform Rolnych, w 1947 minister lasów, a następnie do 1954 minister leśnictwa. W latach 1954–1957 wiceprzewodniczący Krajowej Rady Spółdzielni Produkcyjnych.
W latach 1956–1957 członek Rady Państwa, w latach 1957–1971 jej wiceprzewodniczący. W latach 1945–1972 poseł do Krajowej Rady Narodowej, na Sejm Ustawodawczy oraz Sejm PRL I, II, III, IV i V kadencji, przewodniczący Klubu Poselskiego SL w Sejmie Ustawodawczym (1947) oraz Klubu Poselskiego ZSL w Sejmie II, III i IV kadencji (1957–1969). Wieloletni wiceprzewodniczący Ogólnopolskiego Komitetu Frontu Jedności Narodu.
Pochowany 21 listopada 1972 w Alei Zasłużonych na cmentarzu Powązki Wojskowe w Warszawie (kwatera A4-tuje-11). W pogrzebie udział wzięli m.in. członek Biura Politycznego KC PZPR Edward Babiuch, zastępcy przewodniczącego Rady Państwa Zygmunt Moskwa i prof. Janusz Groszkowski oraz przewodniczący Naczelnego Komitetu ZSL Stanisław Gucwa, który wygłosił przemówienie w imieniu władz stronnictwa.

## Życie prywatne
Żonaty, żona Stefania Podedworna (1907–2001). Był ojcem Henryka i Lidii oraz teściem Andrzeja Werblana – sekretarza Komitetu Centralnego Polskiej Zjednoczonej Partii Robotniczej, wicemarszałka Sejmu i czołowego ideologa partii.

## Odznaczenia
- Order Budowniczych Polski Ludowej (1964)[4]
- Order Sztandaru Pracy I klasy (1959)[5]
- Order Sztandaru Pracy II klasy
- Krzyż Komandorski Orderu Odrodzenia Polski
- Krzyż Walecznych
- Śląski Krzyż Powstańczy
- Odznaka 1000-lecia Państwa Polskiego (1966)[6]
- Odznaka honorowa Związku Zawodowego Budowlanych (1963)[7]

## Formy upamiętnienia
29 czerwca 1985 Zespołowi Szkół Rolniczych w Niećkowie nadano imię Bolesława Podedwornego. Jego imię nosiły też ulice w Zambrowie i Szumowie.